# Castelo de Predjama

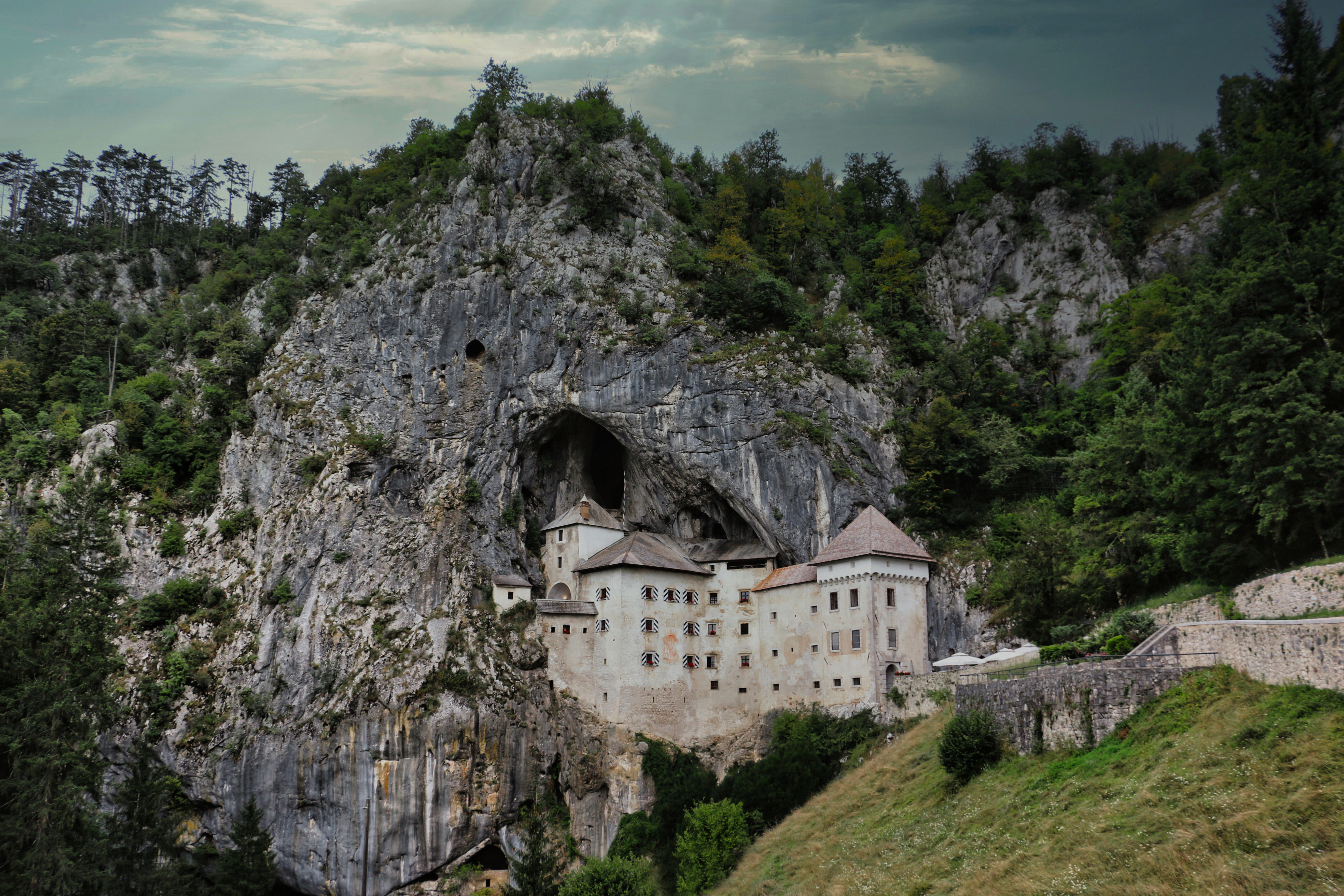
Castelo de Predjama

O Castelo de Predjama (em esloveno: Predjamski grad ou grad Predjama, em alemão: Höhlenburg Lueg, em italiano: Castel Lueghi) é um castelo renascentista construído dentro da boca de uma caverna no centro-sul da Eslovénia, na região histórica de Carníola Interior. Situa-se na pequena povoação de Predjama, a cerca de 11 quilómetros da cidade de Postojna e a 9 quilómetros da gruta de Postojna.

## História do Castelo

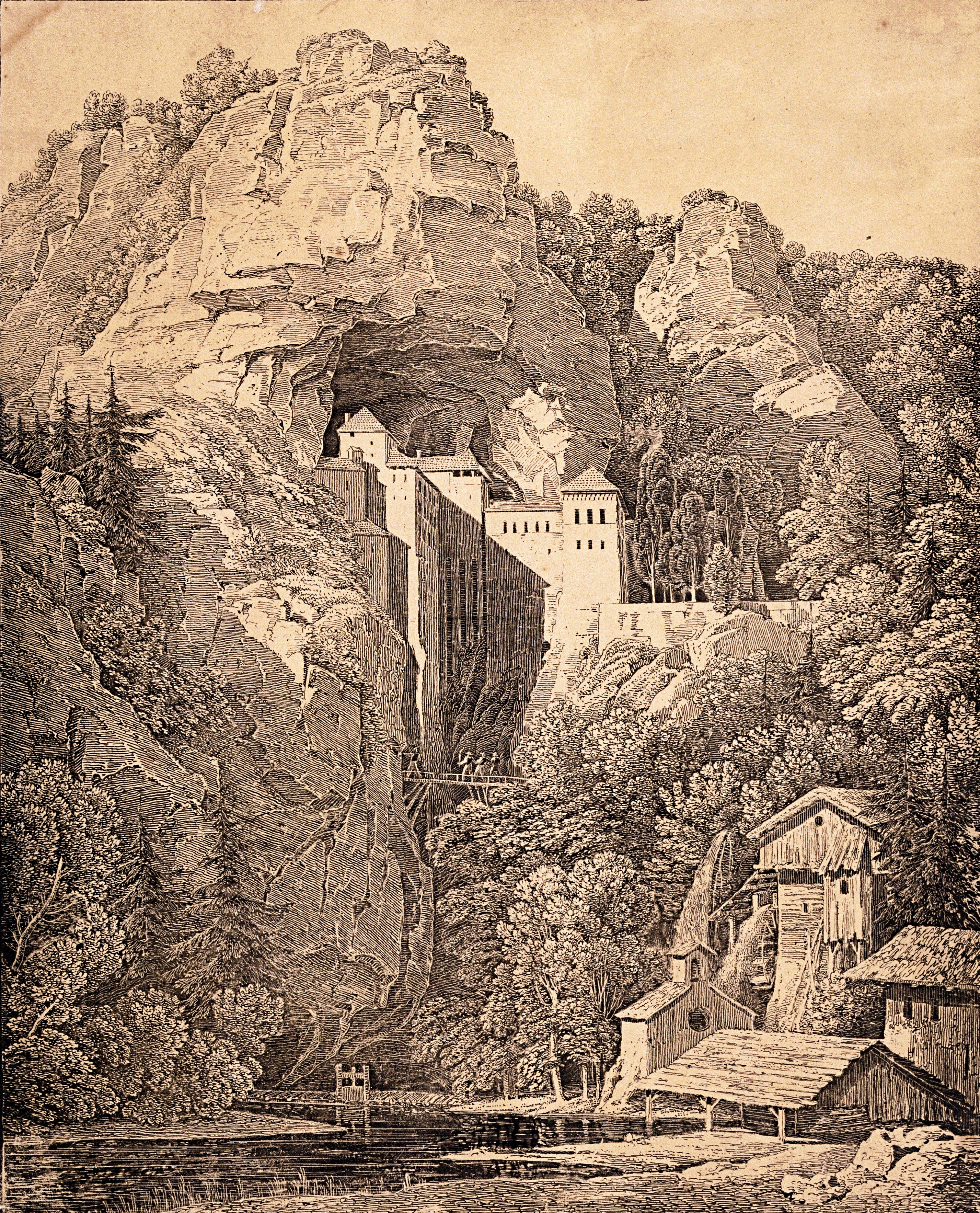
Litografia do castelo por Karl Friedrich Schinkel (1816)

O castelo foi mencionado pela primeira vez em 1274 com o nome alemão Luegg, quando o Patriarca de Aquileia construiu o castelo em estilo gótico. O castelo foi construído sob um arco rochoso natural no alto da muralha de pedra para dificultar o acesso ao mesmo. Mais tarde, foi adquirido e ampliado pela família nobre Luegg, também conhecida como os Cavaleiros de Adelsberg (o nome alemão de Postojna).

### Lenda de Erasmus de Lueg

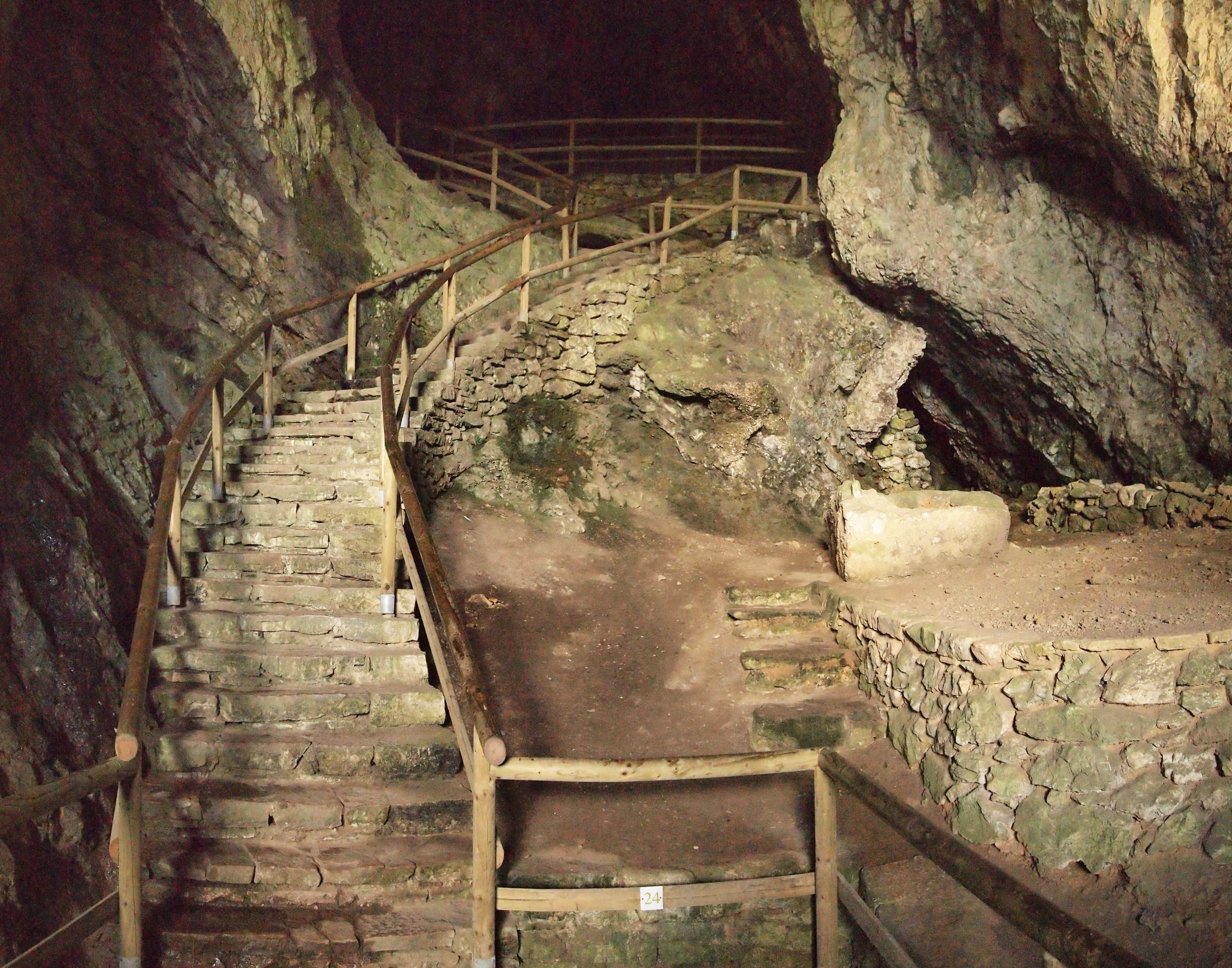
Caverna do Castelo de Predjama

O castelo tornou-se conhecido como a sede do cavaleiro Erasmus de Lueg (ou Luegg, Luegger), senhor do castelo no século XV e um famoso barão salteador. Era filho do governador imperial de Trieste, Nikolaj Lueger.
Segundo a lenda, Erasmus entrou em conflito com os Habsburgos quando matou o comandante do exército imperial, o Marechal Pappenheim, que tinha ofendido a honra do amigo falecido de Erasmus e famoso condotiero Andrej Baumkircher de Vipava. Fugindo à vingança do Sacro Imperador Romano Frederico III, Erasmus chegou à fortaleza familiar de Predjama. A partir daí, aliou-se ao rei Matias Corvino e começou a atacar as propriedades e cidades dos Habsburgos na Carniola. O imperador encarregou o governador de Trieste, Andrej Ravbar, de capturar ou matar Erasmus. Erasmus foi morto após um longo cerco. Segundo uma lenda popular, mas infundada, Erasmus foi traído por um dos seus homens e morto por um tiro de canhão na sua casa de banho.

### Depois da reconstrução
Após o cerco e a destruição do castelo original, as suas ruínas foram adquiridas pela família Oberburg. Em 1511, o segundo castelo, construído pela família Purgstall na primeira década do século XVI, foi destruído por um terramoto. No ano de 1567, o arquiduque Carlos da Áustria arrendou o castelo ao barão Philipp von Cobenzl, que o pagou ao fim de 20 anos. Em 1570, o atual castelo foi construído em estilo renascentista, encostado a um penhasco vertical sob a fortificação medieval original. O castelo manteve-se nesta forma, praticamente inalterado, até aos dias de hoje.
No século XVIII, tornou-se uma das residências de verão preferidas da família Cobenzl. Tanto o estadista austríaco e famoso colecionador de arte Philipp von Cobenzl como o diplomata Conde Ludwig von Cobenzl passaram algum tempo no castelo.
Em 1810, o castelo foi herdado pelo conde Michael Coronini von Cronberg e, em 1846, foi vendido à família Windischgrätz, que permaneceu sua proprietária até ao final da Segunda Guerra Mundial, altura em que foi confiscado e nacionalizado pelas autoridades comunistas jugoslavas e transformado em museu.

## Passagem escondida
Um poço natural vertical, que Erasmus mandou alargar, sai do castelo original e conduz à saída situada no cimo da falésia, a 25 metros da borda do penhasco. Este poço permitia a Erasmus abastecer secretamente o castelo de alimentos durante o tempo do cerco e utilizava-o também para continuar os seus roubos.

## Na cultura popular
Uma reconstrução do castelo foi transformada no mapa de_castle para o jogo Counter-Strike: Global Offensive.
O castelo foi objeto de um filme de Jackie Chan, Long xiong hu di (pt: O Guerreiro de Deus / br: A Armadura de Deus).
O castelo foi apresentado na terceira temporada de The Witcher.